# Silvio Pellico

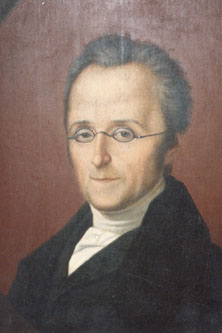
Silvio Pellico, unbekannter Maler, um 1850

Silvio Pellico (* 24. Juni 1789 in Saluzzo, Piemont; † 1. Februar 1854 in Turin) war ein italienischer Schriftsteller.

## Leben
Pellico stammte aus einer konservativen religiösen Familie und war der Sohn des Kaufmanns und Gelegenheitslyrikers Onorato Pellico. Auf Grund von Napoleons expansiver Politik ging die Familie ins Exil nach Pinerolo. Dort absolvierte Pellico seine Schulzeit und begann mit ersten literarischen Versuchen. Zwischen 1805 und 1809 lebte Pellico bei einem Verwandten in bzw. bei Lyon. In dieser Zeit beschäftigte er sich besonders mit der modernen französischen Literatur.
Nachdem sich die politische Lage in Norditalien einigermaßen beruhigt hatte, kehrte er 1810 mit seiner Familie zurück und wurde mit 20 Jahren Dozent für französische Sprache an der Kadettenanstalt in Mailand. Nach dem Sturz Napoleons betraute Conte Lambertenghi Pellico mit der Erziehung seiner Kinder. Dort lernte Pellico u. a. Germaine de Staël, August Wilhelm Schlegel, Lord Byron, Henry Brougham, 1. Baron Brougham and Vaux, und andere berühmte Persönlichkeiten kennen. Während dieser Zeit befreundete er sich u. a. mit Vincenzio Monti und Ugo Foscolo, die sich wie er der österreichischen Besatzung entledigen wollten. 1819 debütierte Pellico mit seinem Drama Laodicea, dem aber sehr wenig Erfolg beschieden war. Wesentlich größere Erfolge (die bis heute andauern) erzielte er mit seiner Tragödie Francesca da Rimini, die u. a. von Hermann Goetz (nach einem Libretto-Entwurf von Josef Viktor Widmann, UA 1877) und Sergej Rachmaninow (UA 1906) als Oper vertont wurde.
Bereits seit 1818 war er maßgeblich für die politische Zeitschrift Il Conciliatore tätig. In ihr veröffentlichte er seine politischen Artikel, in denen er immer wieder die Einheit Italiens forderte. Neben ihm schrieben u. a. Alessandro Manzoni, Giovanni Berchet, Gian-Domenico Romagnosi und Massimo Taparelli zum gleichen Zweck. 1819 wurde diese Zeitschrift verboten, was aber weder Pellico noch seine Freunde davon abhielt, weiter politisch zu agitieren. 1820 wurde Pellico als Mitglied der Carbonari verdächtigt und u. a. mit Piero Maroncelli und Conte Federico Confalonieri verhaftet.
Noch im selben Jahr durfte Pellicos Tragödie Eufemia di Messina veröffentlicht werden, allerdings nur mit der Zusicherung, nie zur Aufführung zu gelangen.
In einem Prozess, der diesen Namen eigentlich nicht verdiente, wurde Pellico 1824 zum Tode verurteilt und bis zur Vollstreckung des Urteils in den Bleikammern, dem ehemaligen Gefängnis der Dogen von Venedig, eingesperrt. Durch einen Gnadenakt des Kaisers von Österreich Franz I. wurde die Todesstrafe in eine fünfzehnjährige Kerkerstrafe umgewandelt. Pellico verbüßte seine Haft in der Festung Spielberg bei Brünn in Mähren.
Als Pellico mit 41 Jahren 1830 vorzeitig entlassen wurde, war er ein gebrochener Mann; körperlich schwer gezeichnet, lebte er bis an sein Lebensende zurückgezogen und enthielt sich jeglicher politischen Aktivität. Mit der Aufarbeitung seiner Haft, die in Le mie prigioni einfloss, schuf Pellico ein Werk, mit dem er internationalen Ruhm erntete.

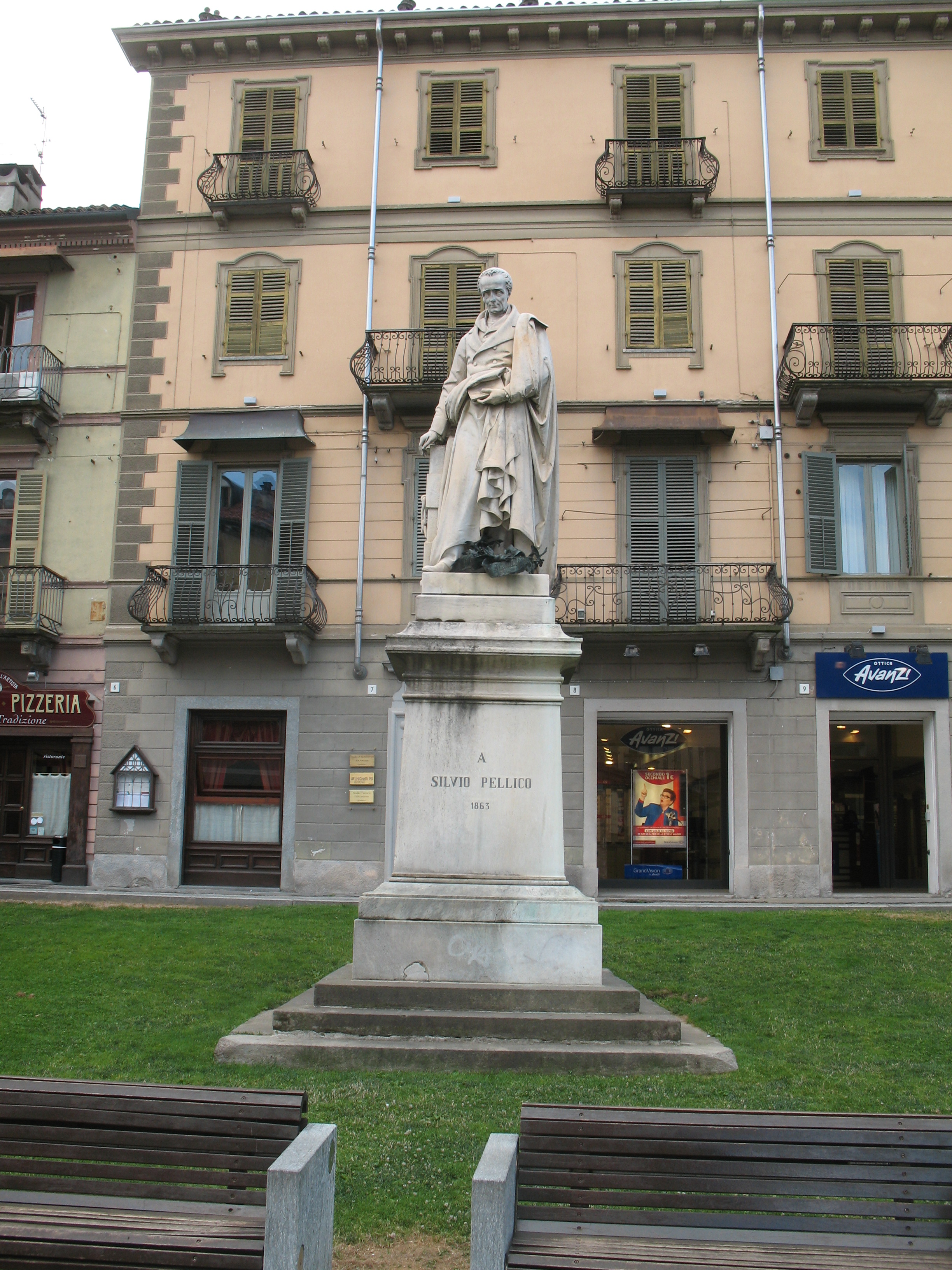
Denkmal für Pellico in Saluzzo, errichtet 1863

Seine letzten Jahre verbrachte Pellico in Turin. Er verdiente sich seinen Lebensunterhalt als Bibliothekar und Sekretär der Marquise Giulia Falletti di Barolo. Im Alter von 65 Jahren starb Silvio Pellico am 1. Februar 1854 in Turin.
Mit Le mie prigioni schuf Pellico eines der wichtigsten Bücher des Risorgimento. Der internationale Ruhm gründete sich auf die Glaubwürdigkeit und die Rückbesinnung auf den Glauben. Bis nach dem Zweiten Weltkrieg wurde es in Italien als Schullektüre empfohlen. Mit seinen Bühnenwerken, die doch einigen Einfluss von Vittorio Alfieri verraten, steht Pellico zwischen Klassizismus und Romantik. In der Casa Cavassa seines Geburtsortes werden sein Leben und Werk museal gewürdigt.

## Werke (Auswahl)
- 1815 Francesca da Rimini
- 1819 Laodicea
- 1820 Eufemio di Messina
- 1821 Hèrodiade
- 1828 Iginia d’Asti
- 1829 Ester d’Engaddi
- 1832 Le mie prigioni
  - dt.: Meine Gefängnisse. Lynx, Gauting 2002, ISBN 3-936169-02-0
- 1834 Tommaso Moro
- Opere compiute di Silvio Pellico da Saluzzo. 2. Bde. Ernst Fleischer, Leipzig 1834 u. 1838 (Digitalisate von Bd. 1 Tragedie, Cantiche etc. und Bd. 2 Poesie bei Google Books)

## Würdigung
In Triest gibt es ein nach Silvio Pellico benanntes Theater.